# Reattivo di Collins
Il reattivo di Collins è complesso dell'ossido di cromo(VI) con la piridina in diclorometano. È utilizzato per ossidare selettivamente gli alcoli primari ad aldeidi, tollerando diversi altri gruppi funzionali presenti all'interno della molecola, in una reazione chiamata ossidazione di Collins.

Ossidazione di un generico alcol primario ad aldeide con l'utilizzo del reattivo di Collins.

Può essere utilizzato come alternativa al reagente di Jones e al clorocromato di piridinio (PCC) nell'ossidazione degli alcoli secondari a chetoni. Inoltre, questo reagente è particolarmente utile per l'ossidazione di composti sensibili agli acidi.
Questo complesso è di difficile e pericolosa preparazione in quanto è molto igroscopico e può infiammarsi durante la preparazione. Affinché la reazione giunga a completezza, è necessario utilizzare un eccesso del reagente di circa sei volte rispetto al teorico e per questo motivo ad oggi è stato soppiantato dall'utilizzo del clorocromato di piridinio o del dicromato di piridinio (PDC o reattivo di Cornforth).

## Storia
Nel 1948 alcuni scienziati dell'Illinois Wesleyan University (H. H. Sisler, J. D. Bush e O. E. Accountius) notano la formazione di un composto color rosso mattone con composizione empirica CrO3·2C5H5N a partire da una reazione del triossido di cromo anidro con la piridina. G. I. Poos, G. E. Arth, R. E. Beyler e L. H. Sarett nel 1953 scoprono che tale complesso, posto in una soluzione di piridina, è un reagente efficace per l'ossidazione degli alcoli primari e secondari ad aldeidi e chetoni e prende il nome di reattivo di Sarett.
Nel 1968 J. C. Collins, W. W. Hess e F. J. Frank scoprono che il complesso anidro è moderatamente solubile in cloroidrocarburi polari, in particolare il solvente d'elezione è il cloruro di metilene che presenta una solubilità di 12,5 g / 100 mL. In queste condizioni, le rese dell'ossidazione degli alcoli primari e secondari ad aldeidi e chetoni sono dell'87-98%.